# 内维列
内维列（義大利語：Neviglie），是意大利库内奥省的一个市镇。总面积8平方公里，人口428人，人口密度53.5人/平方公里（2009年）。ISTAT代码为004149。